# Église grecque-catholique biélorusse
 (septembre 2009).
Si vous disposez d'ouvrages ou d'articles de référence ou si vous connaissez des sites web de qualité traitant du thème abordé ici, merci de compléter l'article en donnant les références utiles à sa vérifiabilité et en les liant à la section « Notes et références ».
L'Église grecque-catholique biélorusse (également appelée Église gréco-catholique biélorusse) est une des Églises catholiques orientales rassemblant les catholiques biélorusses de rite byzantin, en Biélorussie et dans la diaspora biélorusse.

## Histoire
- 1994 L'archimandrite Jan Sergiusz Gajek est nommé visiteur apostolique ad nutum Sanctae Sedis pour les catholiques de rite byzantin de Biélorussie.
- 30 mars 2023 : le pape François érige l'administration apostolique de la Biélorussie pour les catholiques de rite byzantin et nomme Jan Sergiusz Gajek comme premier administrateur.

## Organisation
En 2010, il y a dix-huit paroisses en Biélorussie et deux en diaspora (Anvers et Londres) desservies par une vingtaine de prêtres.